# Walckenaeria dulciacensis
Walckenaeria dulciacensis este o specie de păianjeni din genul Walckenaeria, familia Linyphiidae. A fost descrisă pentru prima dată de Denis, 1949.
Este endemică în Franța. Conform Catalogue of Life specia Walckenaeria dulciacensis nu are subspecii cunoscute.